# Герб Новомосковска (Тульская область)
Герб Новомосковска — официальный символ города Новомосковска Тульской области и Новомосковского муниципального образования.

## Описание герба
Точное описание герба гласит: «В червлени вверху — золотой молот поверх двух серебряных кирок накрест, внизу — лежащие на трёх зелёных холмах косвенно опрокинутые навстречу друг другу золотые амфоры, из которых изливаются серебряные струи накрест. Щит может окружаться лентой ордена Трудового Красного Знамени».

## Описание символики герба
Лента ордена Трудового Красного Знамени на гербе связана с тем, что в 1971 году город был удостоен этой награды. По замыслу автора герба, заслуженного художника РФ М. К. Шелковенко, молот символизирует развитую промышленность, кирки — горнодобывающую отрасль, три зелёных холма — Среднерусскую возвышенность, а амфоры — реки Дон и Шат.

## История герба
Официальный герб города утвержден 24 марта 1999 года решением Совета депутатов муниципального образования город Новомосковск № 27-1.
Интересно, что рабочие проекты герба содержали изображение бобра, что связано с прежним названием города — Бобрики и дворянской фамилией Бобринских.
Герб внесён в Государственный геральдический регистр РФ под № 454.
Автор герба: заслуженный художник Российской Федерации М. К. Шелковенко.